# Череватенко, Леонид Васильевич
Леонид Васильевич Черева́тенко (31 октября 1938, Днепропетровск — 9 мая 2014, Киев, Украина) — советский украинский поэт, искусствовед, кинокритик, сценарист.

## Биография
Родился 31 октября 1938 года в Днепропетровске (ныне Днепр, Украина). В 1959—1962 годах проходил срочную службу в Советской армии. Окончил КГУ имени Т. Г. Шевченко (1966) и Высшие сценарные курсы при Госкино СССР в Москве (1970). Работал в прессе, в частности в журнале «Новости киноэкрана».
Член Национального союза писателей Украины, член Исторического клуба Холодный Яр.
Умер 9 мая 2014 года в Киеве, на 76-м году жизни.

## Семья
Жена — Наталья Яковлевна Величко (1941 — 2022), советская и российская актриса и режиссёр. В разводе.

## Награды и премии
- Премия Союза кинематографистов СССР (1988) — за статью «А корабль стоит…»
- Республиканская премия имени А. Белецкого в области литературно-художественной критики
- Национальная премия Украины имени Тараса Шевченко (2002) — за документальную кинотрилогию «Я камень из Божьей пращи»
- Орден князя Ярослава Мудрого V степени (2009)
- Премия «Украинская книга года» за сборник «Заклятое железо» (Издательство «Дух и Литера», май 2013)[3].

## Труды
Много выступал в печати по вопросам киноискусства, со статьями в сборниках:
- «Сергей Параджанов. Взлет. Трагедия. Вечность» (1995)
- «100 фильмов украинского кино» (1996)
- «Заклятое железо» (2012)[4].

## Фильмография
Автор сценариев художественных фильмов (поставлены на киностудии имени Довженко)
- «Рыцарь Вася» (к/м, 1974, режиссёр В. М. Попков)
- «Канал» (1975, реж. В. В. Бортко)
- «Стеклянное счастье» (к/м, 1980, режиссёр Ярослав Ланчак)
- «Дорога на Сечь» (1995, в соавторстве, режиссёр Сергей Омельчук)
- «Закон» (2008, режиссёр Виталий Потрух)

Автор сценариев документальных фильмов
- «Юрий Коцюбинский» (1965)
- «Ваш Леонид Первомайский» (1983)
- Кинотрилогии «Я камень с Божьей пращи», что объединяет кинокартины:
  - «Ольжич» (1996)
  - «Эпоха жестокая, как волчица» (2000)
  - «Неизвестный воин» (2000).
- «Сергей Бондарчук. Родина» (2004, реж. Т. А. Золоев; из телецикла «Избранные временем»)
- «Иван Драч» (2007, реж. А. Волоткевич; из телецикла «Избранные временем»)
- «Якутовичи» (2007, реж. А. Волоткевич; из телецикла «Избранные временем»)
- «Уголовное дело Ефима Михайлова» (2007, реж. А. Волоткевич; из телецикла «Избранные временем»)

Режиссёр
- «Евгений Деслав. Фантастическое путешествие» (2008, режиссёр и автор сценар.)[5][6]